# Simona Galassi
Simona Galassi (* 27. Juni 1972 in Forlì, Emilia-Romagna, Italien) ist eine italienische Boxerin, die im Kickboxen / Thaiboxen, bei den Amateurboxerinnen und bei den Profiboxerinnen Weltmeisterin war bzw. ist.

## Werdegang
Simona Galassi begann im Jahre 1994 in Forli mit dem Kick- und Thaiboxen. Sie ist 1,65 Meter groß und wiegt etwas über 50 kg, ein Körpergewicht, das sie schon während ihrer gesamten boxerischen Laufbahn hält. Sie ist in Santa Maria Nuova wohnhaft. Sie ist Linksauslegerin. 2002 schloss sie ein Sportstudium ab.

### Karriere als Kick- und Thaiboxerin
Im Jahre 1997, also drei Jahre nach dem Beginn mit dieser Sportart, gewann Simona Galassi mit einem Sieg über Sonia De Biase, Italien, den WAKO Pro Italian Kickboxing-Titel. 1998 gewann sie den WKA Full-Contact European Titel (Europameisterin). Diesen Titel verteidigte sie 1999 und 2000 insgesamt dreimal erfolgreich. 2001 gewann sie den WPKC-Thai-Boxing-Weltmeistertitel. Ihr Rekord als Kick- und Thaiboxerin lautet 24-3-3.

### Karriere als Amateurboxerin
Im Jahre 2001 wechselte Simona Galassi zu den Amateurboxerinnen. Nach vier Monaten Trainingszeit startete sie im Dezember 2001 bei der 1. Weltmeisterschaft im Frauenboxen in Scranton/USA. Sie kam dort in der Gewichtsklasse bis 51 kg zu Punktsiegen über Natalija Petrakowa, Russland (16:2), Maarit Teuronen, Finnland (14:2), Katrin Enoksson, Schweden (11:10) und Tammy De Laforest, Kanada (20:3) und wurde damit auf Anhieb Weltmeisterin. Diesen Titel gewann sie im Oktober 2002 auch bei der 2. Weltmeisterschaft im Frauenboxen in Antalya. Dabei besiegte sie in der Gewichtsklasse bis 51 kg Magdalena Dalecka, Polen und Eleftheria Paleologu, Griechenland jeweils durch RSC in der 2. Runde und im Finale Kim Kum-son aus Nordkorea nach Punkten (16:13).
2003 gewann Simona Galassi in Pécs/Ungarn in der Gewichtsklasse bis 50 kg erstmals auch den Europameistertitel. Sie besiegte dabei Stine Lindemann, Dänemark durch RSC in der 1. Runde sowie Tatjana Lebedewa aus der Ukraine (15:9) und Hasibe Ozer, Türke (22:7) nach Punkten. Hasibe Ozer wurde im weiteren Verlauf der Laufbahn von Simona Galassi zu ihrer härtesten Gegnerin. 2004 gewann diese in Riccione in der Gewichtsklasse bis 50 kg mit Siegen über Katarzyna Czuba, Polen, Hasibe Ozer und Wiktorija Usachenko Russland erneut den Europameistertitel.
Im April 2005 traf Simona Galassi beim 20. Ahmet-Comert-Tournament in Istanbul im Endkampf erneut auf Hasibe Ozer, die diesen Kampf nach Punkten (15:6) gewann. Das war die erste Niederlage, die Simona Galassi als Amateurboxerin hinnehmen musste und es blieb auch ihre einzige Niederlage in ihrer gesamten Karriere als Amateurboxerin.
Bei der Europameisterschaft 2005, die im Mai dieses Jahres in Tønsberg/Norwegen stattfand, nahm sie für diese Niederlage erfolgreich Revanche, denn sie besiegte in Tønsberg im Finale Hasibe Ozer knapp nach Punkten (13:12). Auch bei der 3. Weltmeisterschaft im Frauenboxen im Oktober 2005 in Podolsk traf sie in der Gewichtsklasse bis 50 kg wieder auf Hasibe Ozer. Sie gewann auch diesen Kampf nach Punkten (13:10) und holte sich mit weiteren Punktsiegen über Kalpana Chowdhury, Indien (29:12) und Ri Hyang-mi, Nordkorea (31:19) bereits ihren dritten Weltmeistertitel.
Im Juni 2006 gewann Simona Galassi in Porto Torres schließlich auch den Titel in der Gewichtsklasse bis 50 kg bei der erstmals ausgetragenen Meisterschaft der Europäischen Union. Im Finale besiegte sie dabei Delphine Mancini aus Frankreich in der 2. Runde.
Simona Galassi bestritt als Amateurboxerin insgesamt 87 Kämpfe, von denen sie 86 gewann.

#### Internationale Erfolge als Amateurboxerin
| Jahr | Platz | Wettbewerb                                           | Gewichtsklasse | Ergebnisse |
| 2001 | 1.    | WM in Scranton/USA                                   | bis 51 kg      | nach Punktsiegen über Natalija Petrakowa, Russland (16:2), Maarit Teuronen, Finnland (14:2), Katrin Enoksson, Schweden 811:10) und Tammy De Laforest, Kanada (20:3)     |
| 2002 | 1.    | 20. Trofeo Italia in Neapel                          | bis 51 kg      | nach Punktsieg über Nadia Hokmi, Frankreich (17:2) und Sieg in der 2. Runde über Maria Avramidou, Griechenland                                                          |
| 2002 | 1.    | 17. Ahmet-Comert-Tournament in Istanbul              | bis 51 kg      | nach einem Sieg im Finale über Wiktorija Rudenko, Ukraine |
| 2002 | 1.    | 5. Witch-Cup in Pécs/Ungarn                          | bis 51 kg      | nach einem Punktsieg im Finale über Maria Moeller, Dänemark (5:0 RS) |
| 2002 | 1.    | WM in Antalya                                        | bis 51 kg      | nach Sieg in der 2. Runde über Magdalena Dalecka, Polen, Sieg in der 2. Runde über Eleftheria Paleologu, Griechenland und Punktsieg über Kim Kum-son, Nordkorea (16:13) |
| 2003 | 1.    | 1. Torneo Italia in Caorle                           | bis 50 kg      | nach Punktsiegen über Bayhan Karabacioglu, Türkei (19:2) und Dalila Adaoui, Frankreich (25:3)                                                                           |
| 2003 | 1.    | EM in Pécs/Ungarn                                    | bis 50 kg      | nach Sieg in der 1. Runde über Stine Lindemann, Dänemark und Punktsiegen über Tatjana Lebede3wa, Ukraine (15:9) und Hasibe Ozer, Türkei (22:7)                          |
| 2004 | 1.    | 1. Women-World-Cup in Tønsberg/Norwegen              | bis 50 kg      | nach Punktsiegen über Samiha Hassan, Ägypten (23:3), Emily Klinefelder, USA (17:4) und Sheyan Furong, China (17:8)                                                      |
| 2004 | 1.    | 3. Torneo Italia in Cascia                           | bis 50 kg      | nach Sieg in der 1. Runde über Alina Nitu, Rumänien und Sieg in der 2. Runde über Agnes Kittoe, Kanada                                                                  |
| 2004 | 1.    | 6. Witch-Cup in Pécs/Ungarn                          | bis 50 kg      | nach Sieg in der 2. Runde über Katarzyna Czuba, Polen und Sieg in der 2. Runde über Signe Kirse Ellegaard, Dänemark                                                     |
| 2004 | 1.    | EM in Riccione                                       | bis 50 kg      | nach Sieg in der 2. Runde über Katarzyna Czuba, Punktsieg über Hasibe Ozer (22:8) und Punktsieg über Wiktorija Usachenko, Russland (28:10)                              |
| 2005 | 1.    | 1. Intern. Frauen-Turnier in St. Petersburg          | bis 50 kg      | nach Punktsiegen über Wiktorija Usachenko (16:9), Antonia Paputaski, Griechenland (18:1) und Kumari Meena, Indien (22:13)                                               |
| 2005 | 2.    | 20. Ahmet-Comert-Tournament in Istanbul              | bis 50 kg      | nach einer Punktniederlage im Finale gegen Hasibe Ozer (6:15) |
| 2005 | 1.    | EM in Tønsberg/Norwegen                              | bis 50 kg      | nach Sieg in der 1. Runde über Diana Ungureanu, Rumänien und Punktsiegen über Nally Onischtschenko, Ukraine (17:4) und Hasibe Ozer (13:12)                              |
| 2005 | 1.    | 4. Torneo Italia in Cascia                           | bis 50 kg      | nach Punktsieg im Finale über Hasie Ozer (25:12) |
| 2005 | 1.    | WM in Podolsk                                        | bis 50 kg      | nach Punktsiegen über Hasibe Ozer (13:10), Kalpana Chowdhury, Indien (29:12) und Ri Hyang-mi, Nordkorea (31:19)                                                         |
| 2006 | 1.    | Meisterschaft der Europäischen Union in Porto Torres | bis 50 kg      | nach Sieg in der 1. Runde über Marjut Salo, Finnland, Abbruchsieg in der 2. Runde über Ayse Yavuz, Türkei und Sieg in der 2. Runde über Delphine Mancini, Italien       |

#### Länderkämpfe
| Jahr | Ort       | Begegnung                  | Gewichtsklasse | Ergebnis                                 |
| 2003 | Assisi    | Italien gegen Kanada       | bis 50 kg      | Punktsieg über Agnes Kittoe (3:0 RS)     |
| 2004 | Monselice | Italien gegen Skandinavien | bis 52 kg      | Punktsieg über Katrin Enoksson, Schweden |
| 2006 | Grudziądz | Polen gegen Italien        | bis 52 kg      | Punktsieg über Katarzyna Czuba (3:0 RS)  |
| 2006 | Toruń     | Polen gegen Italien        | bis 52 kg      | Punktsieg über Katarzyna Czuba (3:0 RS)  |
| 2006 | Forli     | Italien gegen Schweden     | bis 54 kg      | Punktsieg über Irena Pavic (3:0 RS)      |
| 2006 | Forli     | Italien gegen Schweden     | bis 52 kg      | Punktsieg über Irena Pavis (3:0 RS)      |

#### Italienische Meisterschaften
| Jahr | Platz | Gewichtsklasse | Ergebnis                                                     |
| 2004 | 1.    | bis 50 kg      | nach RSC-Sieg in der 2. Runde im Finale über Sara De Angelis |
| 2005 | 1.    | bis 50 kg      | nach Punktsieg im Finale über Valeria Imbrogno               |

### Profilaufbahn
Simona Galassi bestritt ihren ersten Profikampf am 8. Oktober 2006 in Mailand. Sie besiegte dabei im Fliegengewicht Simona Pencakova aus Tschechien durch Techn. K.O. in der 2. Runde. Am 9. Januar 2007 kämpfte sie in Bergamo gegen Nadia Hokmi aus Frankreich um den vakanten EBU-Meistertitel im Fliegengewicht. Da dieser Kampf nach 10 Runden „Unentschieden“ gewertet wurde, gewann keine der Kämpferinnen diesen Titel. Simona Galassi gewann diesen Titel aber dann am 11. Mai 2007 in Bertinoro/Italien mit einem Techn. K.O.-Sieg in der 10. Runde über Bettina Völker aus Deutschland.
Am 29. März 2008 wurde sie in ihrer Heimatstadt Forli mit einem Punktsieg nach 10 Runden über ihre Landsfrau Stefania Bianchini erstmals WBC-Weltmeisterin im Fliegengewicht. Diesen Titel verteidigte sie in der Folgezeit mehrere Male. Am 11. März 2011 verlor sie ihn aber in Polanco/Mexiko durch eine Punktniederlage gegen Mariana Juarez aus Mexiko.
Am 28. Oktober 2011 gewann sie in Cagliari mit einem Punktsieg nach 10 Runden über Nadege Szikora aus Frankreich den IBF-Weltmeistertitel im Super-Fliegengewicht, den sie am 14. April 2012 in Vicenza mit einem Punktsieg über 10 Runden über Renata Szebeledi aus Ungarn erfolgreich verteidigte. Gegen die gleiche Boxerin scheiterte sie aber am 27. Oktober 2012 in Padua bei dem Versuch, auch den WBC-Weltmeistertitel im Fliegengewicht wieder zu gewinnen.
Dafür holte sie sich am 15. Juni 2013 in Bertinoro/Italien im Kampf gegen Sanae Jah aus Belgien durch einen Punktsieg den vakanten EBU-Europameistertitel im Fliegengewicht. Sie scheiterte aber am 7. Dezember 2013 bei dem Versuch in Stuttgart im Kampf gegen Susi Kentikian aus Deutschland WBA-Weltmeisterin im Fliegengewicht zu werden. Sie verlor diesen Kampf über 10 Runden nach Punkten.
Ihren EBU-Europameistertitel im Fliegengewicht verteidigte Simona Galassi letztmals am 8. August 2014 in Ostia Lido bei Rom durch einen Punktsieg über 10 Runden über Laetitia Arzalier aus Frankreich.
Simona Galassi hat als Profiboxerin  bisher (Stand 31. Dezember 2014) 27 Kämpfe bestritten, von denen sie 23 gewann und 3 verlor, einmal kämpfte sie unentschieden. Wie lange ihre so außerordentlich erfolgreiche Karriere noch andauern wird, weiß wohl nur sie selbst.

#### Titelkämpfe als Profiboxerin
| Datum             | Ort               | Titel                   | Gewichtsklasse | Ergebnis                                                           |
| 9. Januar 2007    | Bergamo           | EBU-Europameisterschaft | Fliegen        | Unentschieden gegen Nadia Hokmi, Frankreich                        |
| 11. Mai 2007      | Bertinoro         | EBU-Europameisterschaft | Fliegen        | Techn. K.O.-Sieg in der 10. Runde über Bettina Völker, Deutschland |
| 28. Dezember 2007 | Forli             | EBU-Europameisterschaft | Fliegen        | Punktsieg nach 10 Runden über Floarea Lihet, Rumänien              |
| 29. März 2008     | Forli             | WBC-Weltmeisterschaft   | Fliegen        | Punktsieg nach 10 Runden über Stefania Bianchini, Italien          |
| 18. Juli 2008     | Civitanova        | WBC-Weltmeisterschaft   | Fliegen        | Punktsieg nach 10 Runden über Eileen Olszewski, USA                |
| 24. Oktober 2008  | Mailand           | WBC-Weltmeisterschaft   | Fliegen        | Punktsieg nach 10 runden über Stefania Bianchini                   |
| 4. Dezember 2009  | Sölden/Österreich | WBC-Weltmeisterschaft   | Fliegen        | Punktsieg nach 10 Runden über Aaziza Oubaita, Frankreich           |
| 12. März 2010     | Bertinoro         | WBC-Weltmeisterschaft   | Fliegen        | Punktsieg nach 10 Runden über Esmeralda Moreno                     |
| 11. März 2011     | Polanco/Mexiko    | WBC-Weltmeisterschaft   | Fliegen        | Punktniederlage nach 10 Runden gegen Mariana Juarez, Mexiko        |
| 28. Oktober 2011  | Cagliari          | IBF-Weltmeisterschaft   | Super-Fliegen  | Punktsieg über Nadege Szikora, Frankreich                          |
| 14. April 2012    | Vicenza           | IBF-Weltmeisterschaft   | Super-Fliegen  | Punktsieg nach 10 Runden über Renata Szebeledi, Ungarn             |
| 27. Oktober 2012  | Padua             | WBC-Weltmeisterschaft   | Fliegen        | Techn. K.O.-Niederlage in der 3. Runde gegen Renata Szebeledi      |
| 15. Juni 2013     | Bertinoro         | EBU-Europameisterschaft | Fliegen        | Punktsieg über Sanae Jah, Belgien                                  |
| 7. Dezember 2013  | Stuttgart         | WBA-Weltmeisterschaft   | Fliegen        | Punktniederlage nach 10 Runden gegen Susi Kentikian, Deutschland   |
| 23. Mai 2014      | Molinella         | EBU-Europameisterschaft | Fliegen        | Punktsieg über Galina Kolewa Iwanowa, Bulgarien                    |
| 8. August 2014    | Ostia Lido        | EBU-Europameisterschaft | Fliegen        | Punktsieg über Laetitia Arzalier, Frankreich                       |

Erläuterungen
- WM = Weltmeisterschaft,  EM = Europameisterschaft
- RSC = Referee Stops Contest
- WKA = World Kickboxing Association
- WAKO = World Association of Kickboxing Organizations
- WPKC = World Profi Kickboxing Council
- WBC = World Boxing Council
- IBF = International Boxing Federation
- EBU = European Boxing Union